# شناخت

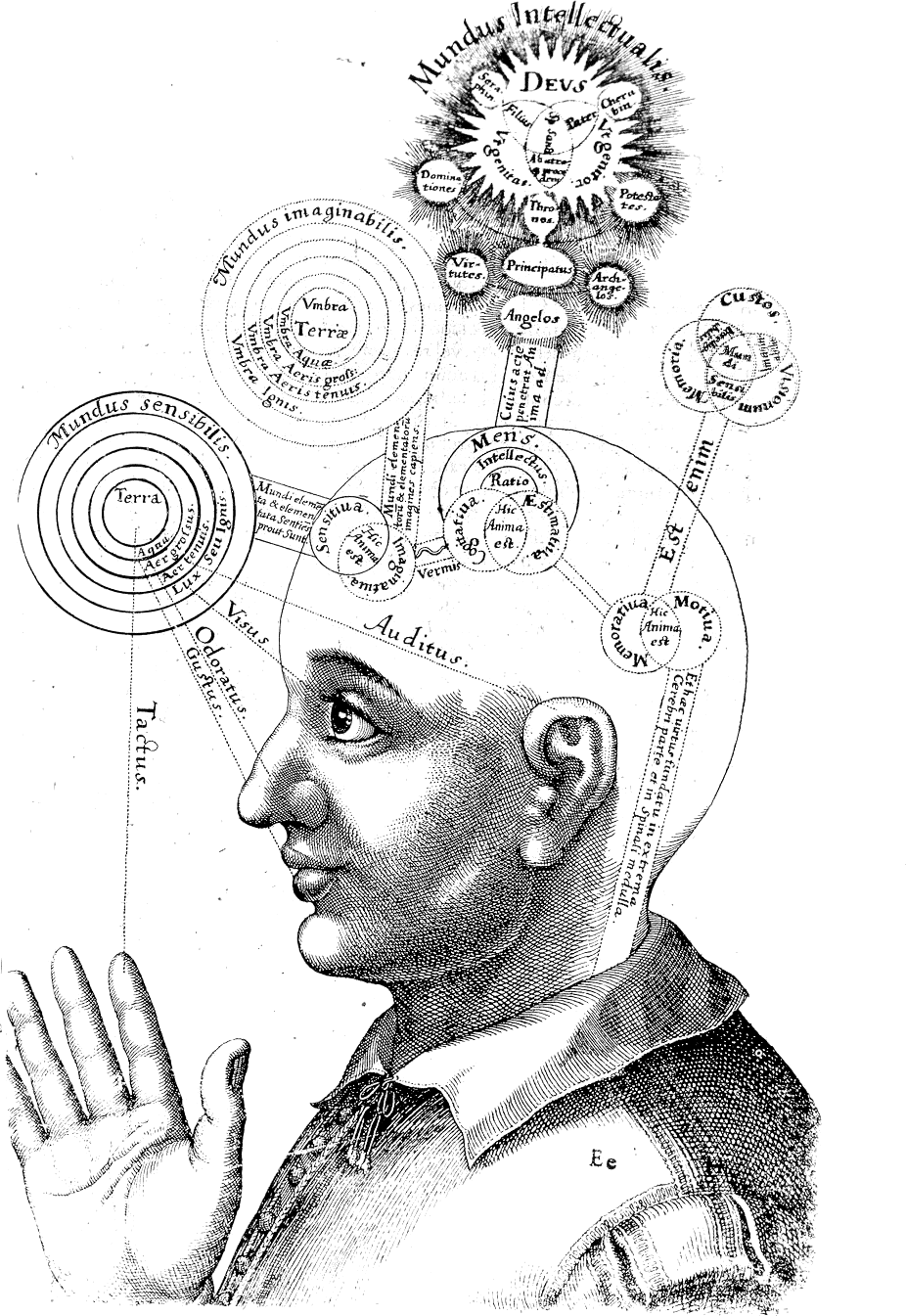
شناخت خود

شناخت (به انگلیسی: Cognition) به عمل یا فرایند به‌دست آوردن دانش و مفهوم از طریق تفکر، تجربه و حواس گفته می‌شود؛ که از هنگام تولد شروع شده و باعث درک و ارتباط معانی جهان پیرامون می‌شود. در واقع، شناخت، ارتباط ناخودآگاه و جهان پیرامون است و معانی گوناگونی را در زمینه‌های گوناگون به خود اختصاص داده است. در علم روان‌شناسی منظور از شناخت، عملکردهای (Functions) روان‌شناختی فرد است.
شناخت شامل جنبه‌های عملی فکر و فرایندهای فکری زیادی می‌شود؛ ازجمله ادراک، توجه، شکل‌گیری دانش، حافظه و حافظه کاری، قضاوت و ارزش‌گذاری، عقل و محاسبات، قدرت حل مسئله و تصمیم‌گیری، منطق و تولید زبان. فرایند شناختی از دانسته‌ها استفاده می‌کند و دانش جدید به‌دست می‌آورد. شناخت به توصیف، اکتساب، ذخیره‌سازی، تبدیل، و مورد مصرف قرار دادن دانش می‌پردازد. عوامل مختلفی همچون ادراک، حافظه، زبان، استدلال و تصمیم‌گیری از جمله فرایندهای ذهنی هستند که در مراحل گوناگون شناخت دخالت دارند.

## علوم شناخت
این دسته از علوم میان‌رشته‌ای زمینه‌های علمی وسیع و گوناگونی همچون فلسفه، روان‌شناسی، هوش مصنوعی، علوم اعصاب، زبان‌شناسی و مردم‌شناسی را به هم پیوند زده، به مطالعهٔ ذهن و هوش می‌پردازد. مبادی آغازین این‌گونه مطالعات پیرامون ذهن و هوش به دههٔ ۱۹۵۰ (م) بازمی‌گردد. از آن تاریخ است که دانشمندان در رشته‌های متعدد شروع به تنظیم و بسط نظریه‌های علمی مربوط به ذهن، بر اساس نمایش‌های پیچیده و شیوه‌های محاسباتی نموده‌اند.

## نظریه‌پردازان آغازین
ویلهلم وونت به مفهوم «در خود فرورفتن» تأکید داشت: بررسی احوالات درونی فرد، با در خود فرورفتن، فرد باید به دقت و به صورت عینی توصیف شوند تا وونت آن اطلاعات را علمی تلقی کند. با این‌که خدمات وونت را به هیچ وجه نمی‌توان ناچیز تلقی کرد، روان‌شناسان مدرن متدهای او را خیلی شخصی قلمداد می‌کنند و ترجیح می‌دهند پروسه‌های عینی‌تری برای بررسی فرایند شناختی انسان داشته باشند.
هرمان ابینگ هاوس مطالعات شناختی‌ای انجام داد که خصوصاً نقش و ظرفیت حافظهٔ انسان را بررسی می‌کرد. ابینگ هاوس آزمایش خودش را طراحی کرد که در آن ۲۰۰۰ واژ بی‌معنی ساخته بود. سپس او توان خودش را برای آموختن این واژگان بی‌معنی می‌آزمود. او عمداً واژگان به معنی را انتخاب کرده بود تا تأثیر تجربهٔ پیشین را روی این موضوع که کلمات می‌توانند سمبل چه مفاهیمی باشند و بدین سبب یادآوری آنها ساده‌تر باشد حذف کند. ابینگ هاوس مشاهده کرد که یک سری متغیرها هستند که ممکن است توان او را در یادگیری و به یادآوردن واژگان بی‌معنی تحت تأثیر قرار دهند. یکی از دلایلی که او بدان اشاره کرد این بود که زمان بین دریافت فهرست واژگان و خواندن و به یادآوردن آن‌ها بود. ابینگ هاوس اولین کسی بود که نمودار یادگیری و نمودار فراموشی را رسم کرد. کارهای او به شدت روی بررسی‌های جایگذاری‌های متعاقب و اثرات آن روی حافظه تأثیر داشته است.
مری ویتون کالکینز یک روان‌شناس پیشرو و اثرگذار آمریکایی بود. کارهای او همچنین روی موضوع حافظه تمرکز داشت. نظریهٔ معروف «اثر تأخیر» را می‌توان از نتایج بررسی‌های او دانست. اثر تأخیر این است که فرد بیشتر احتمال دارد چیزی را به یاد بیاورد که بین یک سری از چیزها در آخر به فرد نشان داده می‌شود. نظریهٔ کالکینز خیلی به بررسی ابینگ هاوس که پیش‌تر از آن یاد شد نزدیک است.
ویلیام جیمز یکی دیگر از اشخاص مطرح در تاریخ علم شناختی است. جیمز از تأکید وونت روی در خود فرورفتن و استفاده از محرک بی‌معنی خیلی ناراضی بود. او به جای آن روی تجربهٔ یادگیری انسان در زندگی روزمره و اهمیت آن در بررسی شناخت تمرکز کرد. مهم‌ترین خدمت جیمز در بررسی علم شناختی کتاب او به عنوان اصول روان‌شناسی بود که به‌طور عمده قسمت‌های مختلف شناخت مانند دریافت‌ها، حافظه، استدلال و توجه را مورد بررسی قرار می‌دهد.
رنه دکارت فیلسوف قرن هفدهم بود که گفت: «من شناخت دارم، پس وجود دارم» که بدین معنا است که «من می‌اندیشم، پس هستم». او یک رویکرد فلسفی برای بررسی شناخت و ذهن در تعمقات خود پیش گرفت و می‌خواست دیگران نیز با او تعمق کنند تا بتوانند به نتایج مشابه او، ولی با قوهٔ شناخت آزاد خود برسند.

## روان‌شناسی
در روان‌شناسی واژهٔ شناخت معمولاً به همراه دیدگاه پردازش اطلاعات در حوزهٔ عملکرد روان‌شناسی فرد استفاده می‌شود. در حوزهٔ شناخت اجتماعی، این واژه برای توضیح رفتارها و حالات و برهمکنش‌های گروه استفاده می‌شود.
آگاهی در انسان به خودآگاه و ناخودآگاه و به عینی و انتزاعی و همچنین به صورت ادراک بی‌واسطه (مثل آموختن زبان) یا مفهومی (مانند ساختار یک زبان) تقسیم می‌شود.